# Rebollar (Extremadura)
Rebollar (extremadurai nyelven Rebollal) egy község Spanyolországban, Cáceres tartományban. Rebollar Navaconcejo, Valdastillas, Jarilla és Casas del Monte községekkel határos. Lakosainak száma 196 fő (2024).

## Népesség
A település népessége az elmúlt években az alábbi módon változott:
| Lakosok száma | 246  | 227  | 227  | 237  | 230  | 222  | 214  | 214  | 208  | 196  |
|               | 2001 | 2004 | 2006 | 2009 | 2011 | 2014 | 2016 | 2019 | 2021 | 2024 |